# Alioramus
Alioramus foi um género de dinossauro terópode tiranossaurídeo que viveu no deserto de Gobi, localizado na Mongólia no período Cretáceo. Pesava cerca de 600 kg e media cerca de seis a oito metros de comprimento. Sua espécie-tipo é denominada Alioramus remotus. Seus restos foram encontrados na década de 1970, sendo descrito pelo paleontólogo russo Sergei Kurzanov em 1976. Uma segunda espécie, A. altai, conhecida a partir de um esqueleto muito mais completo também da Formação Nemegt, foi nomeada e descrita por Stephen L. Brusatte e colegas em 2009. Suas relações com outros gêneros de tiranossaurídeos não eram inicialmente claras, com algumas evidências apoiando uma hipótese de que Alioramus estava intimamente relacionado com a espécie contemporânea Tarbosaurus bataar. No entanto, a descoberta do Qianzhousaurus indica que ele pertence a um ramo distinto de tiranossauros, a tribo Alioramini.
Alioramus era bípede como todos os terópodes conhecidos, e seus dentes afiados indicam que eram carnívoros. Espécimes conhecidos eram menores do que outros tiranossaurídeos como Tarbosaurus bataar e Tyrannosaurus, mas seu tamanho adulto é difícil de estimar, uma vez que ambas as espécies de Alioramus são conhecidas apenas de restos juvenis ou subadultos. O gênero Alioramus é caracterizado por uma fileira de cinco cristas ósseas ao longo do topo do focinho, um número maior de dentes do que qualquer outro gênero de tiranossaurídeos e um crânio mais baixo do que a maioria dos outros de sua família.

## Descoberta

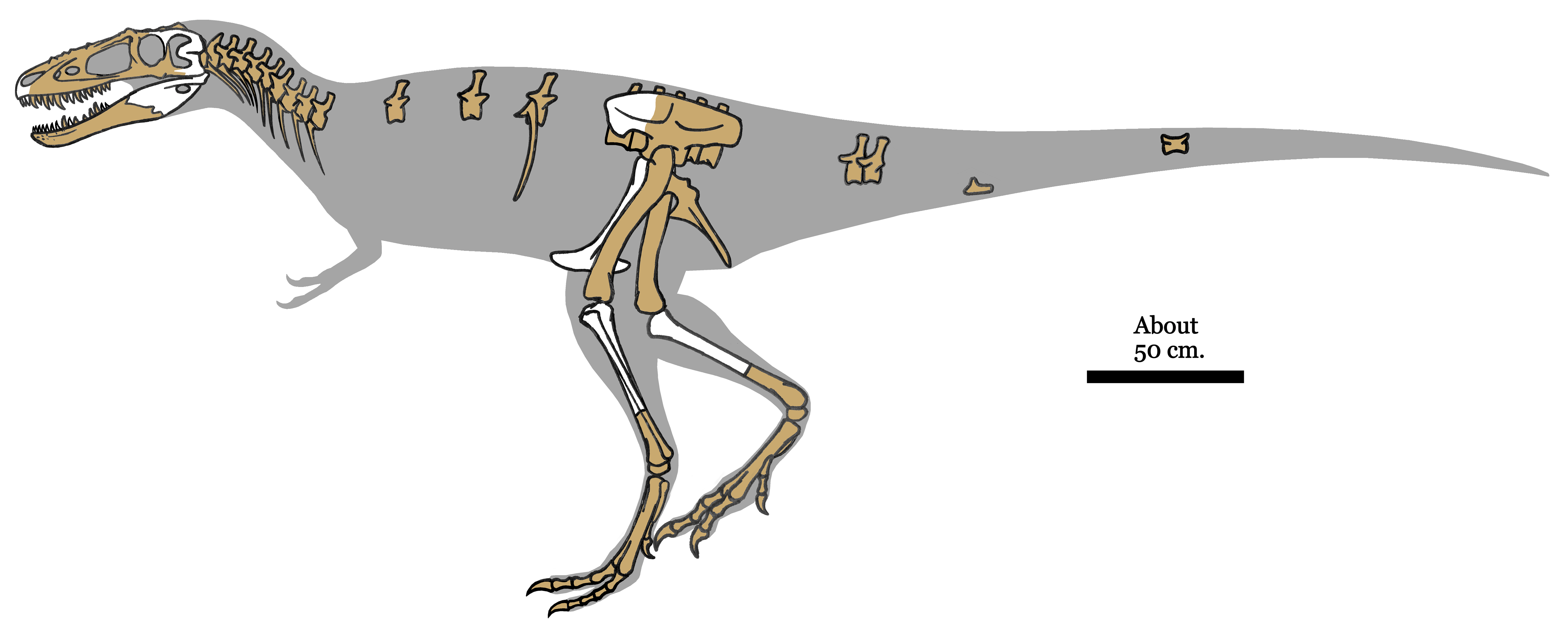
Diagrama do esqueleto de A. altai, com as partes conhecidas em amarelo

O holótipo (PIN 3141/1) de Alioramus é um crânio parcial associado a três metatarsos. Uma expedição conjunta soviético-mongol ao deserto de Gobi no início da década de 1970 encontrou esses restos em uma localidade conhecida como Nogon-Tsav, na província mongol de Bayankhongor, Formação Nemegt. Alioramus foi nomeado e descrito pelo paleontólogo russo Sergei Kurzanov em 1976. Suas cristas e perfil baixo do crânio pareciam tão diferentes de outros tiranossaurídeos que Kurzanov acreditava que sua descoberta estava muito distante de outros membros da família. Assim, deu-lhe o nome genérico Alioramus, derivado do latim alius ('outro') e ramus ('ramo'), e o nome específico A. remotus, que significa 'removido' em latim. Uma segunda espécie, A. altai, foi descoberta em 2009 na localidade de Tsagan Khushu, também da Formação Nemegt. No entanto, várias diferenças faunísticas podem sugerir que as respectivas localizações de A. remotus e A. altai diferem em idade. O holótipo IGM 100/1844 é um esqueleto parcial que inclui um crânio muito completo – mais do que A. remotus – com vértebras parciais, cintura pélvica e membros posteriores. O descritor específico, altai, é em referência às Montanhas Altai.

## Descrição

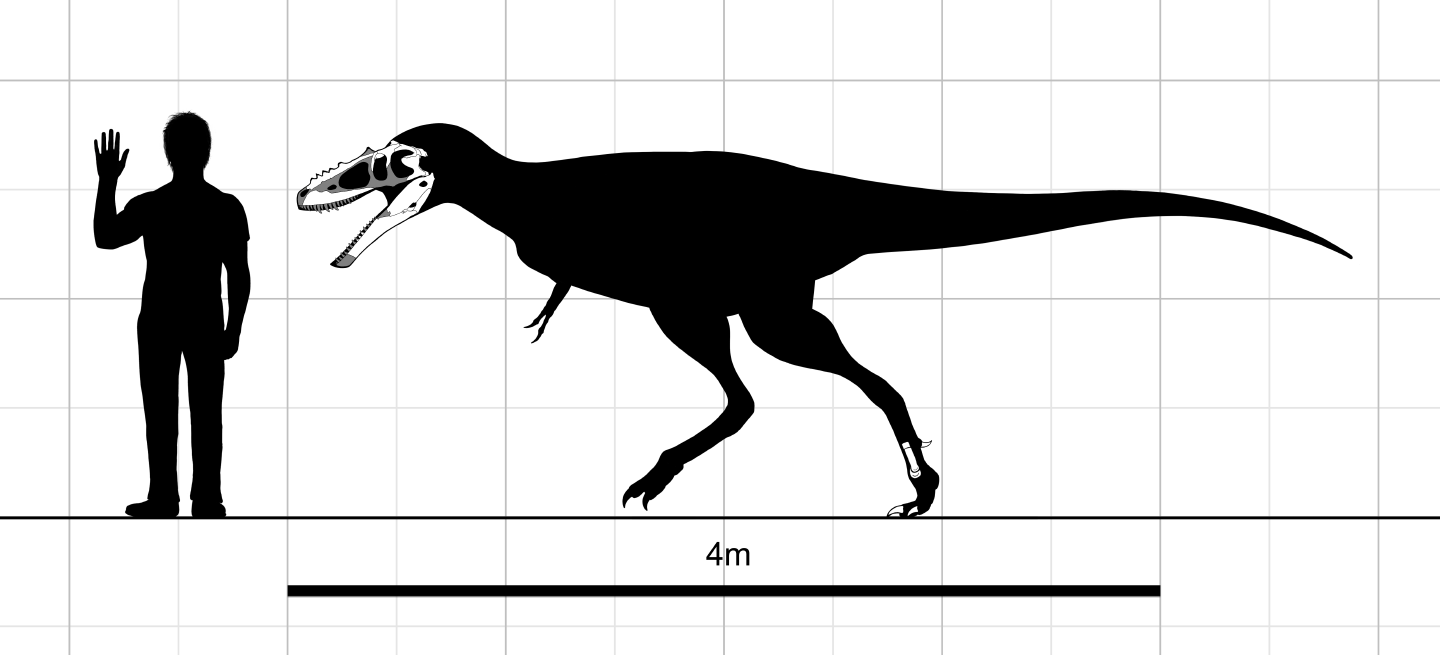
Tamanho de A. remotus comparado com um humano

Alioramus remotus foi estimado em cinco a seis metros de comprimento quando originalmente descrito por Sergei Kurzanov em 1976. Em 1988, Gregory S. Paul deu um comprimento semelhante de seis metros e um peso de 700 kg. Em 2016, Molina-Pérez e Larramendi estimaram A. remotus em 5,5 m e 500 kg, e A. altai em cinco metros e 385 kg. Kurzanov, no entanto, não corrigiu o alongamento do crânio por deformação durante a fossilização, o que pode indicar um comprimento total do corpo menor para esse indivíduo. Se este espécime for um juvenil, então o Alioramus adulto teria atingido comprimentos maiores, mas nenhum espécime adulto confirmado é conhecido.

### Crânio
O crânio de A. remotus tinha aproximadamente 45 cm de comprimento. Em geral, é longo e baixo, formato típico de tiranossaurídeos mais basais e juvenis de tiranossaurídeos maiores. Os ossos pré-maxilares na ponta do focinho em Alioramus remotus não foram encontrados, mas são mais altos do que largos em todos os tiranossauróides pelos quais são conhecidos. Os ossos nasais são fundidos e ornamentados com uma fileira de cinco cristas ósseas irregulares que se projetam para cima a partir da linha média, onde os ossos nasais são suturados. Todas essas cristas medem mais de um centímetro de altura.
Na parte posterior do crânio há uma saliência, chamada crista nucal, que surge da fusão dos ossos parietais, uma característica compartilhada com todos os tiranossaurídeos. No Alioramus, a crista nucal é bastante espessada, semelhantemente ao Tarbosaurus e ao Tyrannosaurus. Como o resto do crânio, a mandíbula inferior do Alioramus era longa e delgada, outra possível característica juvenil. Como no Tarbosaurus, uma crista na superfície externa do osso angular da mandíbula inferior articulava-se com a parte traseira do osso dentário, prendendo os dois ossos juntos e removendo grande parte da flexibilidade vista em outros tiranossaurídeos. Outros tiranossaurídeos tinham quatro dentes pré-maxilares, em forma de D em seção transversal, de cada lado. Incluindo 16 ou 17 em cada maxila e 18 em cada dentário, Alioramus tinha 76 ou 78 dentes, mais do que qualquer outro tiranossaurídeo. A caixa craniana de A. altai era intermediária entre as condições terópodes basais e avialanos.

### Esqueleto
O resto do esqueleto de Alioramus remotus é completamente desconhecido, exceto três metatarsos (ossos da parte superior do pé), mas a descoberta de A. altai, que é conhecida por restos substancialmente mais completos, lançou luz sobre a anatomia do gênero.

## Classificação

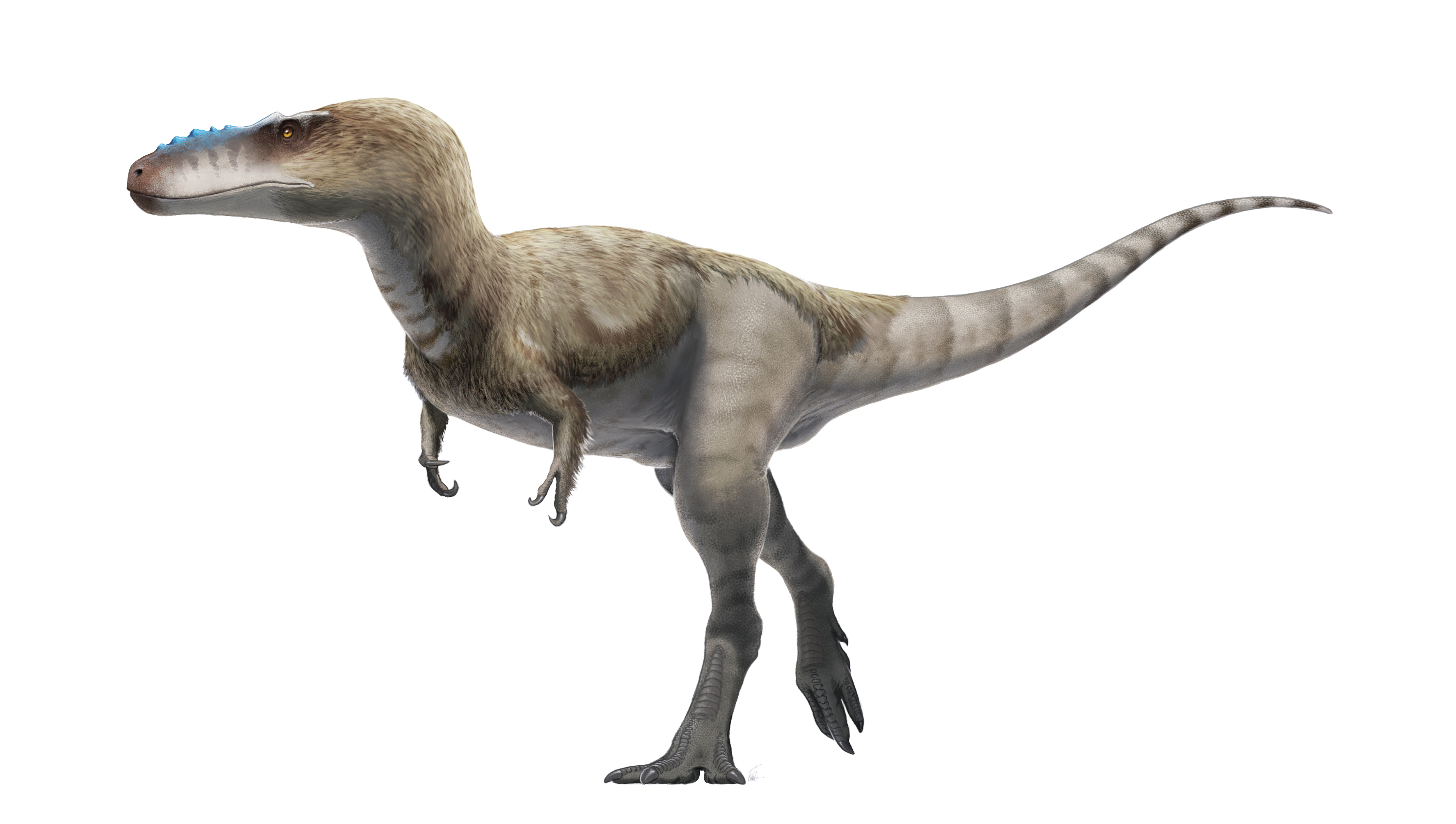
Restauração de um Alioramus remotus em vida

Os paleontólogos há muito classificaram o Alioramus dentro da superfamília Tyrannosauroidea, mas como seus restos foram por muitos anos pouco conhecidos, uma classificação mais precisa permaneceu indefinida até a descoberta de A. altai. Uma análise cladística publicada em 2003 considerou que Alioramus poderia ser classificado na família Tyrannosauridae e na subfamília Tyrannosaurinae, ao lado de Tyrannosaurus, Tarbosaurus e Daspletosaurus. Um estudo de 2004 apoiou este resultado, mas sugeriu que era igualmente provável que Alioramus pertencesse inteiramente fora da família Tyrannosauridae, com seus supostos caracteres juvenis refletindo uma posição mais basal dentro de Tyrannosauroidea. Outro estudo omitiu completamente o Alioramus devido à natureza fragmentária do único espécime. A descrição de A. altai em 2009 confirmou a colocação do gênero dentro dos Tyrannosaurinae.
Tarbosaurus e Alioramus compartilhavam várias características do crânio, incluindo um mecanismo de travamento no maxilar inferior entre os ossos dentário e angular, e ambos não tinham o pino dos ossos nasais que se conectavam aos ossos lacrimais em todos os outros tiranossaurídeos, exceto o Daspletosaurus adulto. Os dois gêneros podem estar intimamente relacionados, representando um ramo asiático dos Tyrannosauridae. Alguns espécimes de Tarbosaurus têm uma fileira de saliências nos ossos nasais como as de Alioramus, embora muito mais baixas. A forma longa e baixa do único crânio de Alioramus remotus conhecido indicava que ele era imaturo quando morreu e pode até ter sido um Tarbosaurus juvenil, que viveu na mesma época e lugar. As cristas nasais mais proeminentes e a contagem de dentes muito mais alta de Alioramus, no entanto, sugeriram que era um táxon separado, mesmo que seja conhecido apenas de restos juvenis, confirmado pela descoberta de A. altai. Espécimes identificados como Tarbosaurus imaturos têm a mesma contagem de dentes que os adultos.
A descrição do Qianzhousaurus em 2014 erigiu um novo ramo da família dos tiranossauros chamado Alioramini; consistindo do focinho longo Q. sinensis e as duas espécies conhecidas de Alioramus. Este clado tinha uma localização incerta em relação a outros membros do ramo dos tiranossauros na análise inicial que o descobriu. A análise filogenética primária descobriu que Alioramini está mais próximo do Tyrannosaurus do que do Albertosaurus e, portanto, um membro da subfamília Tyrannosaurinae. No entanto, uma segunda análise no mesmo artigo descobriu que ele estava localizado fora do clado, incluindo Albertosaurinae e Tyrannosaurinae e, portanto, o grupo irmão de Tyrannosauridae. Abaixo está a primeira análise encontrada pelos autores:

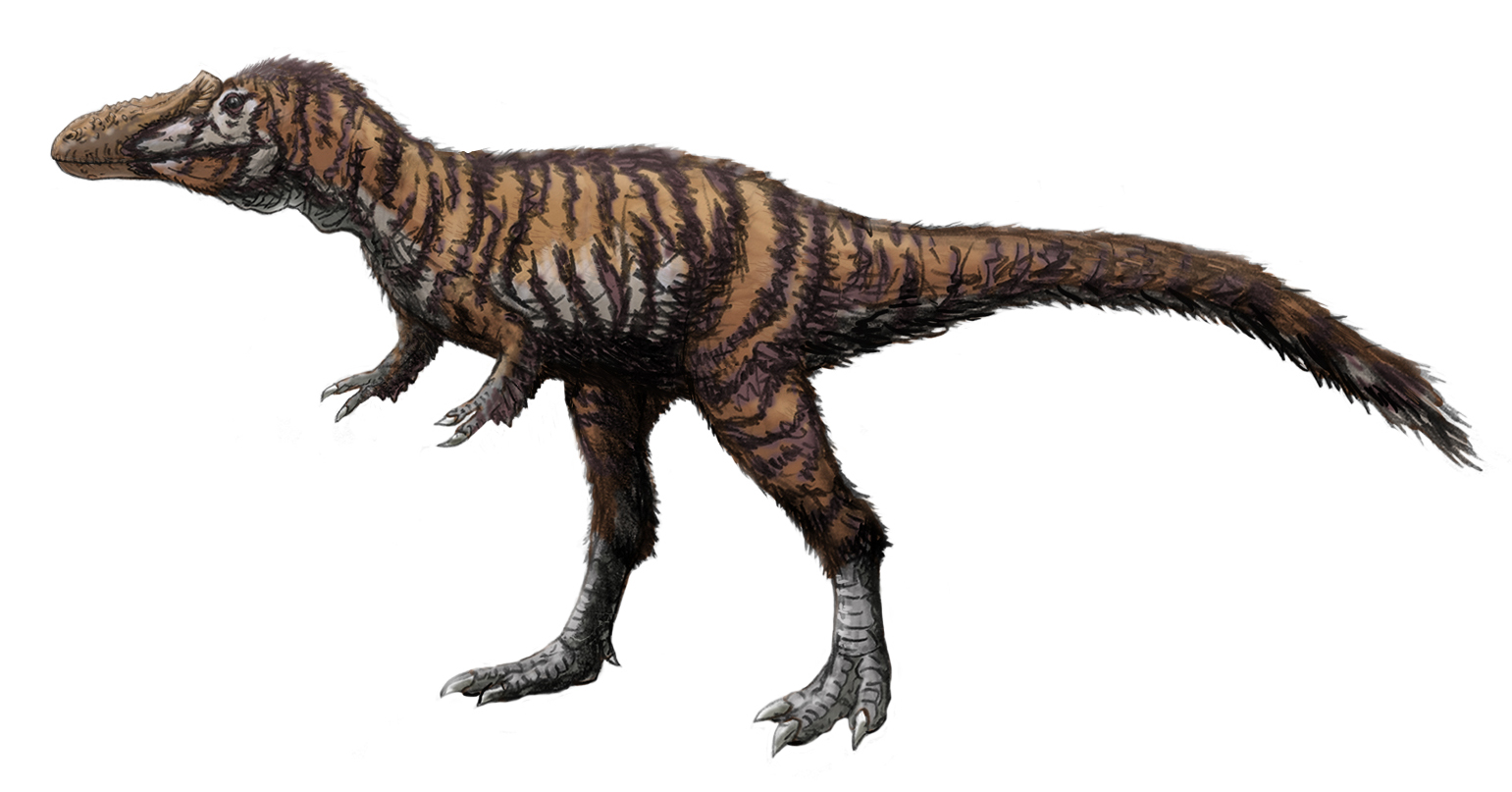
Restauração de um A. altai

|  | Gorgosaurus   |
|  |               |
|  | Albertosaurus |
|  |               |

|  | Qianzhousaurus    |
|  |                   |
|  | Alioramus altai   |
|  |                   |
|  | Alioramus remotus |
|  |                   |

|  | Daspletosaurus                                                |
|  |                                                               |
|  | \| \| Tyrannosaurus \| \| \| \| \| \| Tarbosaurus \| \| \| \| |
|  |                                                               |
|  | Tyrannosaurus                                                 |
|  |                                                               |
|  | Tarbosaurus                                                   |
|  |                                                               |

|  | Tyrannosaurus |
|  |               |
|  | Tarbosaurus   |
|  |               |

|  | Daspletosaurus                                                |
|  |                                                               |
|  | \| \| Tyrannosaurus \| \| \| \| \| \| Tarbosaurus \| \| \| \| |
|  |                                                               |
|  | Tyrannosaurus                                                 |
|  |                                                               |
|  | Tarbosaurus                                                   |
|  |                                                               |

|  | Tyrannosaurus |
|  |               |
|  | Tarbosaurus   |
|  |               |

|  | Qianzhousaurus    |
|  |                   |
|  | Alioramus altai   |
|  |                   |
|  | Alioramus remotus |
|  |                   |

|  | Daspletosaurus                                                |
|  |                                                               |
|  | \| \| Tyrannosaurus \| \| \| \| \| \| Tarbosaurus \| \| \| \| |
|  |                                                               |
|  | Tyrannosaurus                                                 |
|  |                                                               |
|  | Tarbosaurus                                                   |
|  |                                                               |

|  | Tyrannosaurus |
|  |               |
|  | Tarbosaurus   |
|  |               |

|  | Daspletosaurus                                                |
|  |                                                               |
|  | \| \| Tyrannosaurus \| \| \| \| \| \| Tarbosaurus \| \| \| \| |
|  |                                                               |
|  | Tyrannosaurus                                                 |
|  |                                                               |
|  | Tarbosaurus                                                   |
|  |                                                               |

|  | Tyrannosaurus |
|  |               |
|  | Tarbosaurus   |
|  |               |

|  | Gorgosaurus   |
|  |               |
|  | Albertosaurus |
|  |               |

|  | Qianzhousaurus    |
|  |                   |
|  | Alioramus altai   |
|  |                   |
|  | Alioramus remotus |
|  |                   |

|  | Daspletosaurus                                                |
|  |                                                               |
|  | \| \| Tyrannosaurus \| \| \| \| \| \| Tarbosaurus \| \| \| \| |
|  |                                                               |
|  | Tyrannosaurus                                                 |
|  |                                                               |
|  | Tarbosaurus                                                   |
|  |                                                               |

|  | Tyrannosaurus |
|  |               |
|  | Tarbosaurus   |
|  |               |

|  | Daspletosaurus                                                |
|  |                                                               |
|  | \| \| Tyrannosaurus \| \| \| \| \| \| Tarbosaurus \| \| \| \| |
|  |                                                               |
|  | Tyrannosaurus                                                 |
|  |                                                               |
|  | Tarbosaurus                                                   |
|  |                                                               |

|  | Tyrannosaurus |
|  |               |
|  | Tarbosaurus   |
|  |               |

|  | Qianzhousaurus    |
|  |                   |
|  | Alioramus altai   |
|  |                   |
|  | Alioramus remotus |
|  |                   |

|  | Daspletosaurus                                                |
|  |                                                               |
|  | \| \| Tyrannosaurus \| \| \| \| \| \| Tarbosaurus \| \| \| \| |
|  |                                                               |
|  | Tyrannosaurus                                                 |
|  |                                                               |
|  | Tarbosaurus                                                   |
|  |                                                               |

|  | Tyrannosaurus |
|  |               |
|  | Tarbosaurus   |
|  |               |

|  | Daspletosaurus                                                |
|  |                                                               |
|  | \| \| Tyrannosaurus \| \| \| \| \| \| Tarbosaurus \| \| \| \| |
|  |                                                               |
|  | Tyrannosaurus                                                 |
|  |                                                               |
|  | Tarbosaurus                                                   |
|  |                                                               |

|  | Tyrannosaurus |
|  |               |
|  | Tarbosaurus   |
|  |               |

## Paleobiologia

### Alimentação

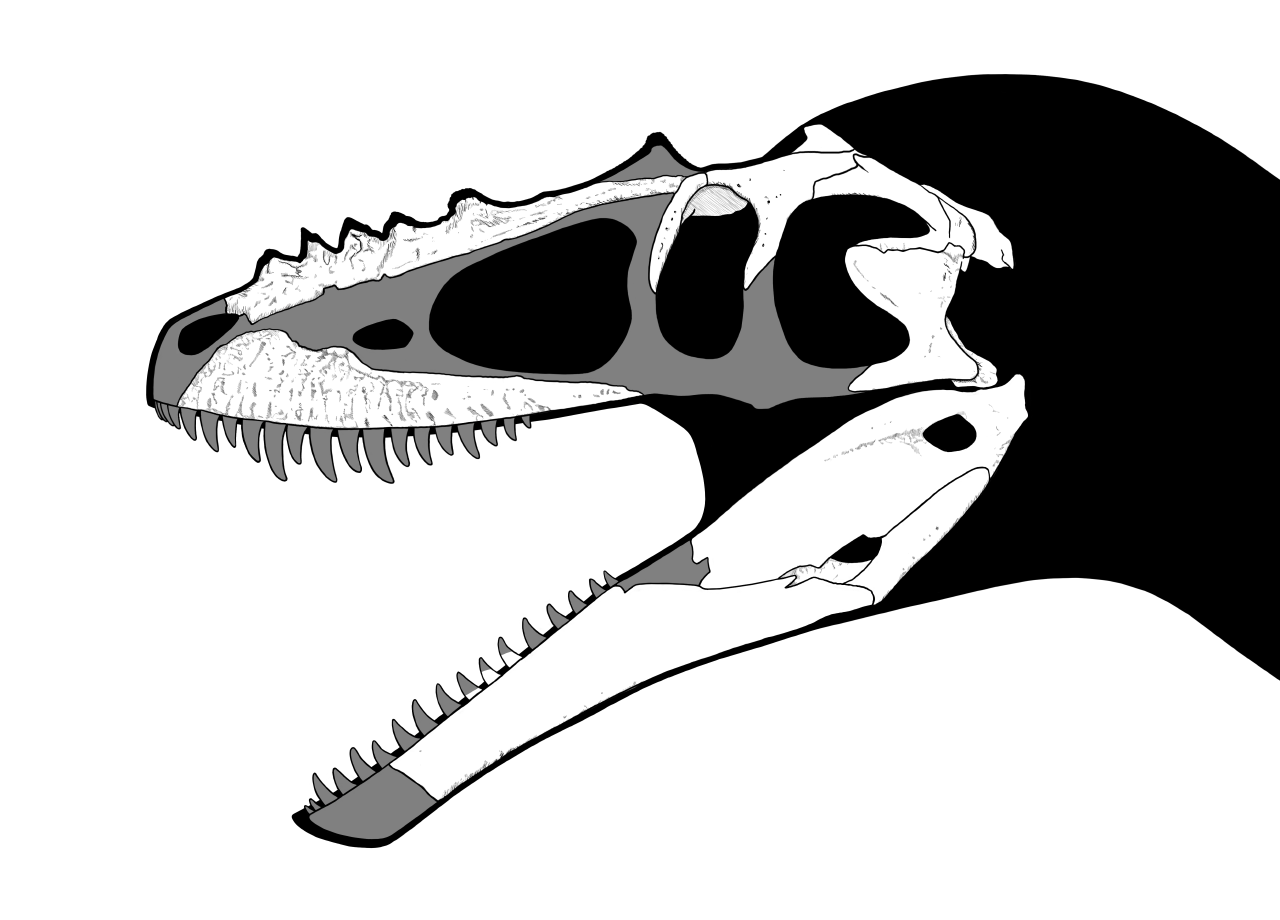
Diagrama do crânio de A. remotus, com partes conhecidas em branco

Brusatte e colegas em 2009 indicaram que Alioramus não possui muitas das características robustas e brutas do crânio (como maxila profunda, mandíbula inferior robusta ou dentes semelhantes a pinos) que são necessárias para empregar uma alimentação de "puxar-punção" característica de grandes tiranossaurídeos . Eles sugeriram que Alioramus pode ter explorado um estilo de alimentação diferente, como focar em presas de pequeno porte. Isto também sugeriria que tanto o Alioramus como o Tarbosaurus – cujos restos mortais também foram recolhidos na localidade de Tsagan Khushu, tornando-os simpátricos – usaram diferentes estratégias de alimentação, evitando a competição.
Foster e sua equipe em 2022 levantaram a hipótese de que, devido à sua constituição esbelta e grácil, os gêneros de Alioramini podem ter sido caçadores de presas pequenas, particularmente rápidas e ágeis, o que teria permitido a estes evitar a competição com tiranossauros maiores especializados em matar grandes presas. Os focinhos longos e delicados dos membros deste clado como Alioramus e Qianzhousaurus também podem tê-los impedido de matar as mesmas espécies de presas que os tiranossaurídeos juvenis e adultos de tiranossaurídeos como o Tarbosaurus caçavam, embora esses próprios maiores possam ter caçado membros de Alioramini como presas ocasionalmente. Os dinossauros deste clado também podem ter tido uma estratégia alimentar diferente de outros tiranossaurídeos, já que suas mandíbulas parecem ter sido mais fracas do que as dos gêneros maiores, e mesmo os juvenis de espécies maiores têm forças de mordida proporcionalmente maiores do aqueles de tamanho equivalente. Além disso, os tiranossaurídeos de Alioramini aparentemente permaneceram confinados à Ásia, sugerindo que algum fator os impediu de colonizar os depósitos fósseis mais bem amostrados da América do Norte. Por que isso acontece permanece um mistério até que mais evidências sejam descobertas.

### Ontogenia

Comparação de tamanho de três espécies do clado Alioramini (Alioramus em amarelo)

Análises histológicas realizadas no holótipo de A. altai (IGM 100/1844) por Brusatte e colegas em 2009 determinaram que este indivíduo tinha uma estrutura óssea interna correspondente a um T. rex de nove anos de idade e em crescimento ativo. A equipe, no entanto, observou que em termos de tamanho corporal este indivíduo está mais próximo de um Albertosaurus ou Gorgosaurus de sete/oito anos de idade, e de um Daspletosaurus ou Tyrannosaurus de cinco/seis anos de idade, o que pode sugerir que Alioramus atingiu um tamanho adulto comparativamente menor. Por último, Brusatte e equipe argumentaram contra o formato do crânio e a ornamentação craniana de Alioramus serem características juvenis, dado que: IGM 100/1844 é menor e esguio do que o Tiranossauro de idade comparável e tem um focinho mais longo do que qualquer juvenil conhecido de grandes tiranossaurídeos (Albertosaurus ou Tarbosaurus); e várias séries ontogênicas (de crescimento) bem documentadas de outros dinossauros evidenciam que a ornamentação aumenta ao longo do crescimento. Este último pode sugerir que o Alioramus adulto possuía uma ornamentação craniana bastante elaborada.
Exames de Qianzhousaurus e suas comparações com ambas as espécies de Alioramus publicados em 2022 sugerem que ambas as espécies do gênero são conhecidas a partir de espécimes juvenis em diferentes estágios de crescimento, e que Qianzhousaurus representa um exemplo adulto para os demais membros de Alioramini. Os exames também sugerem que a variação observada entre as várias espécies é consistente com as tendências de crescimento observadas em outros gêneros de tiranossaurídeos, embora espécimes que poderiam constituir uma série completa de crescimento de criança a adulto para cada espécie não tenham sido recuperados para nenhum desses tiranossauros. Descobriu-se que uma parte da série de crescimento em todos os espécimes deste estudo permanece exclusiva dos tiranossaurídeos de Alioramini; o processo rugoso do jugal começa pequeno e cônico no início da vida, mas torna-se maciço e indistinto à medida que os animais crescem. Este mesmo estudo também sugere que os membros deste clado não sofreram uma metamorfose secundária de juvenis delgados para adultos robustos como outros tiranossauros como o Tarbosaurus e o Tyrannosaurus fizeram, mas mantiveram uma fisiologia única mais adequada à perseguição de presas pequenas e rápidas.

## Paleoambiente

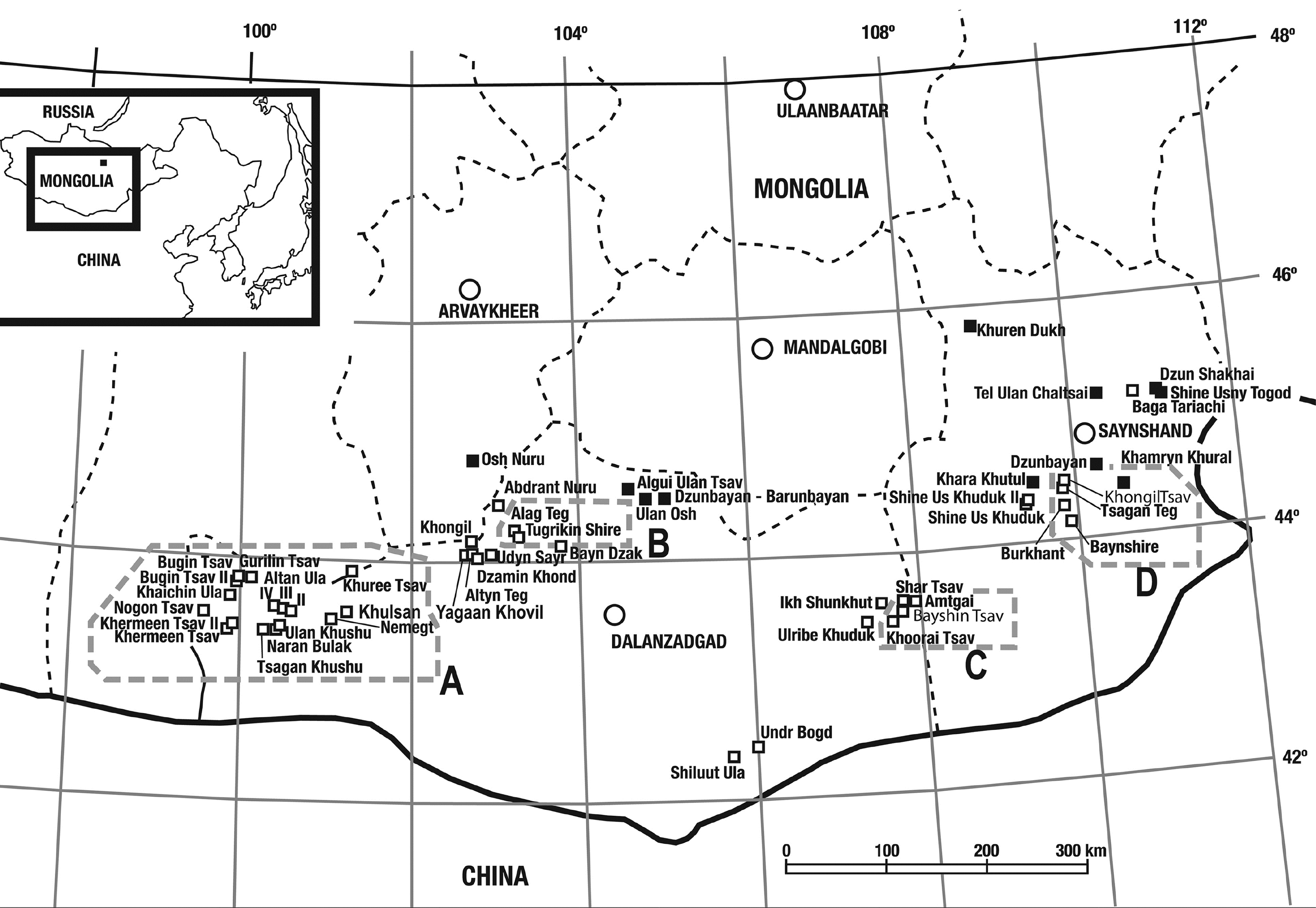
Localidades fósseis de dinossauros do Cretáceo da Mongólia; Alioramus foi coletado na área A (esquerda)

Os Leitos de Nogon-Tsav são considerados da mesma idade da Formação Nemegt.  Esta formação geológica nunca foi datada radiometricamente, mas a fauna presente no registo fóssil indica que provavelmente foi depositada durante a idade geológica Maastrichtiana, no final do Cretáceo Superior.

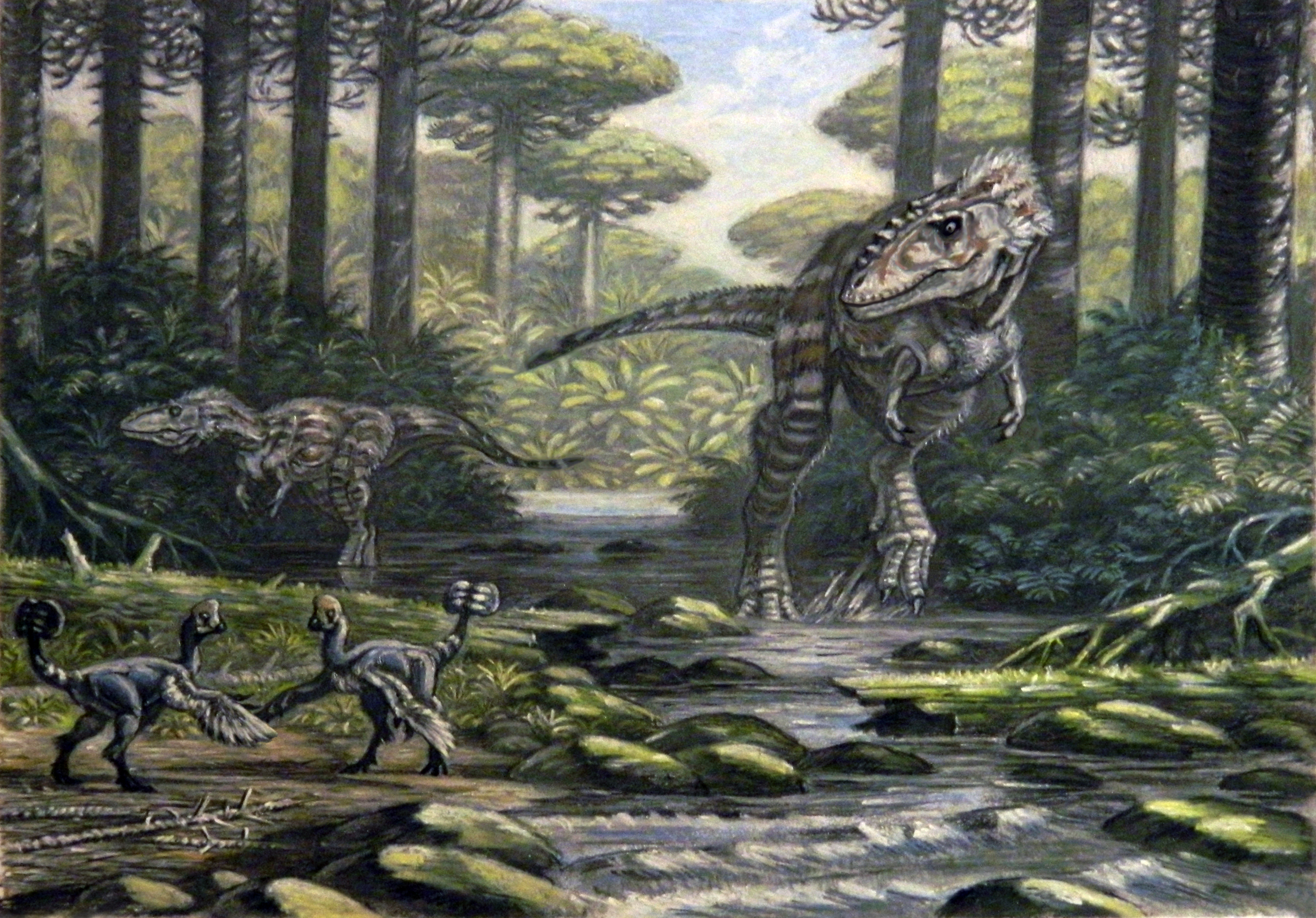
Restauração da vida de Alioramus nos paleoambientes da Formação Nemegt

O estágio Maastrichtiano na Mongólia, preservado na Formação Nemegt e em Nogon-Tsav, foi caracterizado por um clima mais chuvoso e úmido em comparação com o ambiente semiárido preservado nas Formações Barun Goyot e Djadochta anteriores, subjacentes. Os sedimentos de Nemegt preservam planícies aluviais, grandes canais de rios e depósitos de solo, mas os depósitos de caliche indicam secas periódicas. Este ambiente sustentava uma fauna de dinossauros mais diversificada e geralmente maior do que em épocas anteriores. Kurzanov relatou que outros terópodes, incluindo Tarbosaurus, ornitomimossauros e terizinossauros, foram descobertos na mesma localidade, mas esses restos nunca foram relatados em detalhes. Se a fauna Nogon Tsav fosse semelhante à da Formação Nemegt, os terópodes troodontídeos, bem como os paquicefalossauros, anquilossaurídeos e hadrossauros também estariam presentes. Os saurópodes titanossauros também eram presas potenciais para predadores no Nemegt.